# Lasta
Lasta (Altäthiopisch: ላስታ lāstā) ist ein historischer Distrikt im Gebiet des heutigen nördlichen Zentral-Äthiopien. 
Es ist zugleich der Distrikt, in dem sich die historisch sehr bedeutende Stadt Lalibela befindet, die frühere Hauptstadt des Kaiserreichs Abessinien während der Zagwe-Dynastie und Heimat von elf mittelalterlichen Kirchen aus Stein.
Lasta wurde nach Angaben von Historikern zuerst im 14. Jahrhundert erwähnt, obwohl es anscheinend lange vorher bevölkert war. Im 18. Jahrhundert listete der tschechische Franziskaner Remedius Prutky Lasta als eine jener 22 äthiopischen Provinzen auf, die immer noch direkt dem Kaiser unterstanden. Er hob Lasta jedoch als eine der sechs Provinzen hervor, die er als groß und wahrhaftig den Namen "Königreich" verdienend betrachtete. Lasta grenzte im Westen an Begemder und im Osten an Wag.